# Katrin Wehmeyer-Münzing
Katrin Wehmeyer-Münzing (* 1945 in Garmisch-Partenkirchen) ist eine deutsche Dichterärztin. 

## Leben
Wehmeyer-Münzing studierte Humanmedizin und promovierte in München. 1976 zog sie nach Hamburg und bildete sich am Michael-Balint-Institut in Psychoanalyse aus. Ab 1995 befasste sie sich mit Lyrik und verfasste eigene Lyrikbände. Bis 2001 führte sie eine eigene Praxis als Fachärztin für Psychotherapeutische Medizin. 

## Werke
Im Jahr 2005 veröffentlichte sie in der Anthologie Elbleuchten – Literarische Fundstücke von Hamburg Altona bis Blankenese. Im Verlag Neues Literaturkontor veröffentlichte sie 2009 den Lyrikband Fäden über Nacht und 2013 den Lyrikband Unaufhaltsam dieses Leuchten. Sie schreibt zudem Artikel und Rezensionen für das Deutsche Ärzteblatt und ist Mitglied der Hamburger Autorenvereinigung.